# Sjir Nijssen
Gerardus Maria (Sjir) Nijssen (Schinnen, 18 oktober 1938) is een Nederlands informatiekundige en oud-hoogleraar.

## Levensloop
In 1965 studeerde Nijssen af aan de Technische Universiteit Eindhoven en hij ging werken bij Philips, op de afdeling Commerciële Efficiency Research. Daarna is was van 1968 tot 1970 directeur van het opleidingsinstituut "Het Nederlands Studiecentrum voor Administratieve Automatisering". In 1970 ging hij werken bij Control Data Corporation in België. Hij bracht geruime tijd door bij de Amerikaanse onderneming, een pionier op het gebied van computerwetenschap. In 1981 was hij de grondlegger van Nijssen Adviesbureau voor Informatica bv, tegenwoordig PNA Group.
Hij noemt zichzelf een van de grondleggers van de op natuurlijke taal gebaseerde informatieanalyse, informatiesystemen en didactiek. Van 1982 tot 1989 was hij voltijds hoogleraar aan de Universiteit van Queensland in Australië. In 1989 kwam hij terug naar Nederland en werkte hij aan uitbreiding van de Universele Informatiekunde (UI). Sinds eind jaren 90 heeft hij zich vooral beziggehouden met de ontwikkeling van methoden voor het helder in kaart brengen van kennis, inclusief semantiek en communicatie, deze op te slaan in een kennisbank voor het gebruik voor meerdere doeleinden, alsmede het ontwikkelen van methoden voor efficiënter leren.

## Werk
Nijssen is de geestelijk vader van NIAM, en later Kenniskunde, methoden die tot doel hadden gebruikers en opdrachtgevers effectief bij het specificatie- en kennisborgingsproces te betrekken, door een precies vastgestelde deelverzameling van de natuurlijke taal (controlled natural language) te gebruiken als een voor alle betrokkenen duidelijk communicatiemedium.

### NIAM
Natural language Information Analysis Method (NIAM) is een informatieanalyse- en datamodelleringsmethode gebaseerd op het idee dat men de communicatie moet modelleren en niet de werkelijkheid, maar wel met inbegrip van semantiek (betekenis). Dit is geïnitieerd door Nijssen in 1968. 
Nijssen heeft NIAM vooral ontwikkeld in de tijd dat hij werkte bij Control Data Europe in België, in het Data Base Management Research Laboratory. Medewerkers waren onder anderen prof. dr. Robert Meersman, prof. dr. Olga de Troyer, prof. Frans van Assche en prof. dr. Dirk Vermeir. Zijn chef meende dat in de toekomst niet het schrijven van algoritmes maar de informatieanalyse (in modern jargon het complete, gevalideerde en formele model) het grote probleem zou worden. Destijds was van een bestuurlijke toepassing meer dan 80 procent van de code gericht op datamanagement. Dit gaf te denken en dat resulteerde in de analysemethode die door Control Data NIAM (Natural language Information Analysis Method) werd genoemd.

### Object Role Modeling
In de jaren tachtig gingen Nijssen en Eckhard D. Falkenberg naar de Universiteit van Queensland in Australië, waar NIAM verder werd ontwikkeld door verschillende academici, waaronder vanaf 1986 Terry Halpin. Halpin ontwikkelde de eerste volledige formalisering van NIAM en enkele extensies en verfijningen. Halpin schreef met Nijssen in 1989 het boek "Conceptual Schema and Relational Database Design", dat wordt gezien als het grondleggende werk voor Object Role Modeling (ORM).

### Universele Informatiekunde
Het centrale idee achter Universele Informatiekunde is volgens Nijssen: "Na meer dan dertig jaar computers te hebben gebruikt, beginnen we eindelijk te begrijpen dat deze voornamelijk de communicatie tussen mensen ondersteunen en waar nodig vastleggen. Om de informatiesystemen hiervoor te ontwerpen, heeft men in de loop van de tijd allerlei ingenieuze methoden en technieken ontwikkeld; de bovengenoemde zijn maar een selectie. Het unieke van UI is dat de analyse plaatsvindt op grond van feiten die in natuurlijke taal worden verwoord en dus voor iedereen goed te begrijpen zijn. Het grondbeginsel van UI zegt dat iets dat niet te verwoorden valt als basisgegeven verworpen wordt."

### Kenniskunde
Vanaf midden jaren negentig is Nijssen steeds meer de semantiek gaan inbrengen. De aanpak heet kenniskunde, de wetenschap van gestructureerde kennis.

### SBVR
Sinds 2007 is Nijssen actief betrokken bij de ontwikkeling van SBVR, de op NIAM gebaseerde OMG-kennisstandaard. Sinds 2009 is hij tevens actief betrokken bij de OMG-ontwikkeling van BPMN.

### CogNIAM
Met de introductie van processen in Kenniskunde is de naam van de aanpak veranderd in CogNIAM "Cognition enhanced NIAM". CogNIAM is een uitbreiding van voorgaande versies van de aanpak met begripsdefinities alsook een volledig procesperspectief compliant met BPMN.

### CogniLex
CogNIAM is de motor achter een nieuwe ontwikkeling van Nijssen, namelijk een protocol dat toegepast wordt op wet- en regelgeving en openbaar bestuur. Dit protocol is genaamd CogniLex.

## Accreditatie eerste volledig geïntegreerde bacheloropleiding
In 2006 heeft de hogeschool waaraan Nijssen verbonden is de eerste accreditatie van de NVAO verkregen voor een bacheloropleiding waarin elk vak is uitgedrukt in Kenniskunde en sinds 2008 ook in de combinatie van SBVR en BPMN.

## Publicaties
Nijssen schreef meer dan 50 artikelen en 11 boeken. Een overzicht:
- 1975. Data base description : proceedings of the IFIP TC-2 Special Working Conference on Data Base Description. Samen met Bodo Carl Maria Douqué (redactie). North-Holland Publishing Co.
- 1976. Modelling in data base management systems : proceedings of the IFIP Working Conference on Modelling in Data Base Management Systems (Freudenstadt, Germany, 5-8 January 1976, organized by IFIP Technical Committee 2, Programming]. (redactie) North-Holland Publishing Co.
- 1977. Architecture and models in data base management systems : proceedings of the IFIP Working Conference on Modelling in Data Base Management Systems. (redactie) North Holland Pub. Co.
- 1978. Framework for evaluating ANSI, CODASYL and other database approaches : KMC voorlichtingsconferentie. Centrale directie PTT.
- 1978. A Framework for Discussion in ISO/TC97/SC5/WG3, ISO/TC97/SC5/WG3 78.09/01.
- 1979. Data base architecture : proceedings of the IFIP Working conference on data base architecture, Venice, Italy, 26-29 June 1979, [organized by IFIP Technical Committee 2 (Programming)]. Samen met G. Bracchi. North-Holland.
- 1980. A Framework for Advanced Mass Storage Applications, Conference Medinfo, Tokyo.
- 1981. An Architecture for Knowledge Base Software, page 1-94, more a monograph than a paper, presented at the Australian Computer Society, Melbourne, 1981 and at the SPOT-2 Conference, Sweden.
- 1989. Conceptual Schema and Relational Database Design. Met Terry Halpin. Prentice Hall, Sydney.
- 1991. Matemataal : informatieanalyse en gegevensbankontwerp. Nijssen Adviesbureau voor Informatica.
- 1992. NIAM-ISDM: de methode werkt wel!. Kluwer Bedrijfswetenschappen.
- 1993. Matemataal voor bedrijfseconomie en bedrijfskunde. PNA Publishing.
- 1993. Universele informatiekunde. PNA Publishing.
- 1996. UI Modelexamen 1996. PNA Publishing.
- 2001. Kenniskunde 1A. PNA Publishing.
- 2004. Flexibele arbeidsvoorwaarden: Complexiteit hanteerbaar gemaakt. PNA Publishing.
- 2009. Kennis Gebaseerd Werken: Dé manier om kennis productief te maken. Samen met André Le Cat. PNA Publishing